# 応用化学科
応用化学科（おうようかがくか、英称： Department of Applied chemistry / Division of Applied chemistry）は、応用化学に関する分野を教育研究する、大学における学科のひとつ。
主に、工学部や理工学部の傘下に設置されることが多い学科である。
一般的に、化学科は化学物質そのものに関する基礎研究を担い、応用化学科は化学物質を利用するための応用研究を担う。

## 応用化学科を置く大学・学部
国公立大学
- 埼玉大学 工学部
- 東京大学工学部
- 東京農工大学 工学部
- 山梨大学 工学部
- 岐阜大学 工学部
- 神戸大学工学部
- 山口大学 工学部
- 愛媛大学 工学部
- 九州工業大学 工学部
- 大阪公立大学工学部
- 山陽小野田市立山口東京理科大学 工学部

私立大学
- 東洋大学理工学部
- 早稲田大学先進理工学部
- 東京理科大学理学部第一部
- 東京電機大学工学部
- 東京都市大学 理工学部
- 中央大学理工学部
- 日本工業大学基幹工学部
- 工学院大学 先進工学部
- 東京工科大学工学部
- 慶應義塾大学理工学部
- 明治大学理工学部
- 神奈川大学化学生命学部
- 千葉工業大学工学部
- 東海大学工学部
- 中部大学 工学部
- 名城大学 理工学部
- 愛知工業大学 工学部
- 立命館大学生命科学部
- 大阪工業大学 工学部
- 大阪電気通信大学 工学部
- 近畿大学理工学部

大学に準ずる教育機関
- 防衛大学校 応用科学群

## 応用化学科と類似する学科名称
国公立大学
- 室蘭工業大学 理工学部 システム理化学科
- 秋田大学 総合環境理工学部 応用化学生物学科 応用化学コース（旧理工学部 物質科学科）
- 群馬大学 理工学部 化学・生物化学科
- 東京都立大学都市環境学部 環境応用化学科
- 東北大学工学部 化学・バイオ工学科
- 横浜国立大学理工学部 化学・生命系学科 化学応用教育プログラム
- 千葉大学工学部 総合工学科 共生応用化学
- 信州大学 工学部 物質化学科
- 富山大学 工学部 環境応用化学科
- 熊本大学 工学部 材料・応用化学科
- 宮崎大学工学部 環境応用化学科

私立大学
- 工学院大学 先進工学部 環境化学科
- 東京農業大学 応用生物科学部 生物応用化学科
- 日本大学工学部 生命応用化学科
- 日本大学生産工学部 応用分子化学科
- 日本大学理工学部 物質応用化学科
- 法政大学生命科学部 環境応用化学科
- 金沢工業大学 バイオ・化学部 環境・応用化学科（応用化学科から名称変更）
- 関西学院大学 理工学部 環境・応用化学科
- 岡山理科大学 工学部 バイオ・応用化学科

## 応用化学を専攻できる大学・学科・専攻
- 工業化学科（京都大学工学部、東京理科大学工学部など）
- 北海道大学工学部 応用理工系学科 応用化学コース
- 北見工業大学工学部 地域未来デザイン工学科 バイオ食品工学コース
- 東京科学大学物質理工学院 応用化学系
- 新潟大学工学部工学科化学システム工学プログラム応用化学コース
- 宇都宮大学 工学部 基盤工学科 物質環境科学コース
- 金沢大学 理工学域 物質化学類 応用化学コース
- 岡山大学 工学部 化学生命系学科
- 島根大学総合理工学部 総合理工学科 先端ものづくり分野（機能創成化学⼈材養成履修モデルを用意）
- 高知大学 理工学部 応用理学科 応用化学コース
- 九州大学工学部 物質科学工学科 応用化学コース
- 長崎大学 工学部 工学科 化学・物質工学コース
- 大分大学 理工学部 共創理工学科 応用化学コース
- 大阪公立大学工学部 化学バイオ工学科
- 東北工業大学 工学部 環境応用化学課程
- 埼玉工業大学 工学部 生命環境化学科（応用化学専攻）
- 芝浦工業大学工学部 物質化学課程 化学・生命工学コース
- 上智大学理工学部 物質生命理工学科
- 成蹊大学理工学部 理工学科 応用化学専攻
- 国士舘大学理工学部 理工学科 基礎理学系（応用化学）
- 東京工芸大学 工学部 工学科 総合工学系 化学・材料コース
- 関東学院大学理工学部 理工学科 応用化学コース
- 神奈川工科大学 工学部 応用化学生物学科 応用化学コース
- 関西大学化学生命工学部 化学・物質工学科 応用化学コース

## 資格
修了者は申請により毒物劇物取扱責任者となることができる。